# Андростерон
Андростерон — чоловічий статевий гормон (андроген), основний продукт метаболізму тестостерону. Володіє біологічною дією тестостерону (в 10 разів менш активний), здатний стимулювати розвиток вторинних статевих ознак у хребетних. Гормональна активність андростерона, що виділяється в значних кількостях з сечею, використовується для оцінки рівня продукції андрогенів в організмі і покладена в основу кількісної оцінки біологічної дії чоловічих статевих гормонів.